# Birketsmithiola sanguicosta
Birketsmithiola sanguicosta is een vlinder uit de familie van de spinneruilen (Erebidae). De wetenschappelijke naam van deze soort werd voor het eerst voorgesteld als Ilema sanguicosta door George Francis Hampson in een publicatie uit 1901.
Deze soort komt voor in Kenia.